# 以色列—科索沃關係
以科关系是指以色列国与科索沃共和国之间的双边关系。[a]虽然科索沃在2008年2月17日宣布脱离塞尔维亚独立，但以色列直到2020年9月4日才承认科索沃，当时美国第45任总统唐纳德·J·特朗普宣布以色列正式承认科索沃，两国很快就会建立外交关系。2021年2月1日，双方正式建立外交关系，科索沃在耶路撒冷设立大使馆。

## 国家对比
|              | 科索沃 | 以色列                                   |
| ------------ | --- | ---------------------------------------- |
| 国旗         | 科索沃 | 以色列                                   |
| 人口         | 1,920,079 (2017) | 8,904,280 (2018)                         |
| 面积         | 10,908 km2（4,212 sq mi） | 20,770 km2（8,019 sq mi）                |
| 人口密度     | 159/km2（412/sq mi） | 403/km2（1,044/sq mi）                   |
| 首都         | 普里什蒂纳 | 耶路撒冷（有争议）                       |
| 最大城市     | 普里什蒂纳 204,725 (477,312 Metro)                                                                                               | 耶路撒冷 901,302 (1,253,900 Metro)       |
| 最大都会区   | 普里什蒂纳 477,312 | 特拉維夫都會區 3,854,000                 |
| 政治体制     | 议会共和国 | 议会共和国                               |
| 开国元首     | 易卜拉欣·魯戈瓦 | 哈伊姆·魏茨曼                            |
| 现任国家元首 | 哈希姆·薩奇 | 魯文·里夫林                              |
| 官方语言     | 阿尔巴尼亚语, 塞尔维亚语 | 希伯来语                                 |
| 主要宗教     | 88.64% 伊斯兰教, 10.4% 基督教, 0.33% 其他                                                                                        | 75.4% 犹太教, 20.89% 伊斯兰教, 7.8% 其他 |
| 民族组成     | 92.9% 阿尔巴尼亚人, 1.6% 波斯尼亚克人, 1.5% 塞爾維亞人, 1.1% 土耳其人, 0.9% 阿什卡利人和巴爾幹埃及人, 0.6% 古拉尼人, 0.5% 罗姆人 | 75.4% 犹太人, 20.6% 阿拉伯人, 4.1% 其他  |
| 国内生产总值 | US$21 billion ($11,019 per capita)                                                                                               | US$305 billion ($38,004 per capita)      |
| 军费开支     | $108.2 million (0.9% of GDP) | $23.2 billion (7.6% of GDP)              |
| 军队人数     | 6,000 | 176,500                                  |
| 英语使用率   | 49% | 85%                                      |
| 劳动力       | 483,200 | 4,198,000                                |

## 政治关系
以色列不愿承认科索沃独立，部分原因是《耶路撒冷邮报》援引以色列外交部官员2008年2月的话说:“我们还没有决定什么时候做出决定，但我们将监督事态发展并考虑这个问题。”
据《犹太纪事报》报道，外交部官员和政客们私下里对科索沃事业表示了普遍的同情，然而，以色列仍然不会承认科索沃。以色列议会成员Ruhama Avraham Balila在2008年2月说:“目前以色列政府已经决定不加入承认科索沃独立的国家集团。”她还说，以色列认为目前的局势“非常令人不安”。
2009年4月28日，以色列驻塞尔维亚大使亚瑟•科尔说，虽然科索沃单方面宣布独立已经一年多了，但以色列无意承认该声明，而且“以色列不时被问及这个决定有多坚定，但事实是，以色列的立场在这段时间内没有改变。”塞尔维亚人民和政府应该理解以色列的立场，这也表明了两国之间的友谊。”
2009年9月16日，以色列外交部长阿维格多·利伯曼说，以色列正在“监视塞尔维亚和科索沃之间的局势”，以色列希望通过两个相关国家之间的谈判达成“一个真正全面、和平的解决方案”。利伯曼还说，以色列将能够承受承认科索沃的压力，因为以色列“自1948年以来在许多问题上一直处于压力之下，我们知道如何应对任何压力。”塞尔维亚内政部长在2009年10月底访问以色列时表示，“以色列官员已经证实，以色列将继续坚定其立场。”
2011年6月，利伯曼表示，科索沃的独立是一个“敏感问题”，在希腊和西班牙等国接受科索沃后，以色列可能会承认科索沃。
2011年，塞尔维亚投票承认巴勒斯坦为联合国教科文组织第195个成员国，这违背了以色列的意愿。贝尔格莱德宣称，如果联合国大会通过一项承认巴勒斯坦主权的决议，它将不会反对。
以色列于2020年9月4日承认科索沃共和国为独立主权国家並將建立外交關係。